# Katrīna Amerika
Katrīna Amerika (nascuda Katrīna Šķiņķe a Jelgava, Letònia, 31 de maig de 1991) és una jugadora d'escacs letona que té el títol de Mestre Internacional Femení des de 2009.

## Resultats destacats en competició
Amerika va compartir el tercer lloc al Campionat d'Europa Sub-12 el 2003. Ha tingut bons resultats al campionat de Letònia femení, que va guanyar el 2014; abans hi havia estat segona el 2011 i el 2013, i tercera tres cops (2004, 2009 i 2010).

### Participació en competicions per equips
Katrīna Amerika ha jugat, representant Letònia, a les següents olimpíades d'escacs:
- El 2008, al quart tauler a la 38a Olimpíada a Dresden (+7 −2 =1);
- El 2010, al quart tauler a la 39a Olimpíada a Khanti-Mansisk (+4 -2 =3);
- El 2012, al quart tauler a la 40a Olimpíada a Istanbul (+5 -3 =1);[4]
- El 2014, al quart tauler a la 41a Olimpíada a Tromsø (+8 -2 =1).

Amerika també va jugar representant Letònia al campionat d'Europa femení per equips:
- El 2011, al tercer tauler al 18è campionat d'Europa femení per equips a Porto Carras (+2 −1 =1).